# Мэдден, Джон Уильям
Джон Уильям Мэдден (англ. John William Madden; 11 июня 1865, Дамбартон, Данбартоншир — 17 апреля 1948, Прага) — шотландский футболист, игравший на позиции нападающего. По завершении игровой карьеры — тренер. Возглавлял сборную Чехословакии на Олимпийских играх 1920 года.
Выступал, в частности, за клуб «Селтик», а также национальную сборную Шотландии.
Трехкратный чемпион Шотландии. Обладатель Кубка Шотландии. Шестикратный чемпион Чехословакии (как тренер).

## Клубная карьера
Во взрослом футболе дебютировал в1886 году выступлениями за клуб «Дамбартон», в котором провёл один сезон.
В течение 1887—1888 годов защищал цвета клуба «Гейнсборо Тринити».
Своей игрой привлёк внимание представителей тренерского штаба клуба «Селтик», к составу которого присоединился в 1889 году. Сыграл за команду из Глазго следующие семь сезонов своей игровой карьеры. В составе «Селтика» был одним из главных бомбардиров команды, имея среднюю результативность на уровне 0,42 гола за игру национального первенства.
В течение 1897—1897 годов защищал цвета клуба «Данди».
Завершил профессиональную игровую карьеру в «Тоттенхэм Хотспуре», за команду которого выступал на протяжении 1897—1898 годов.

## Выступления за сборную
В 1893 году дебютировал в официальных матчах в составе национальной сборной Шотландии в игре чемпионата Великобритании со сборной Уэльса. Матч завершился победой шотландцев со счётом 8: 0, а Мэдден отличился четырьмя забитыми голами. Через два года ещё раз сыграл за сборную и снова против валлийцев в матче, который завершился ничьей 2: 2.

## Карьера тренера в «Славии»
Начал тренерскую карьеру, вернувшись к футболу после небольшого перерыва, в 1905 году, возглавив тренерский штаб чехословацкого клуба «Славия». Работал в команде больше 25 лет. Под его руководством клуб завоевал большое количество титулов на национальном уровне и входил в число сильнейших в Европе.

## Тренер сборной Богемии
В 1911 году Джон Мэдден возглавил сборную Богемии, которая была укомплектована для участия любительском чемпионате Европы, который должен состояться во французском Рубе . Матчи турнира не входят в  число официальных, так как до этого в 1908 году ФИФА исключила Богемию из числа своих членов. В состав сборной вошли 9 игроков «Славии», а также два ведущих футболиста «Спарты» — Йозеф Белка и Вацлав Пилат. Непосредственно перед поездкой во Францию Богемия победила сборную Брюсселя со счётом 6: 1. По два гола забили Кошек, Пилат и Богата. В Рубе Богемия победила любительскую сборную Франции со счётом 4: 1 (два гола забил Пилат, по одному Кошек и Белка) и любительскую сборную Англии со счётом 2: 1. В решающем матче англичане вышли вперёд на 60-й минуте, после чего Ян Кошек на 70-й минуте сравнял счёт, Отто Богата вывел чешскую команду вперёд, а её вратарь Карел Пиммер на 83-й минуте отразил пенальти.
Через неделю после финала сборная Богемии победила в товарищеских матчах сборные Парижа (5: 0) и Рубе (6: 3). По возвращении поездом в Прагу чемпионов Европы на вокзале встречали тысячи поклонников футбола.

## Тренер сборной Чехословакии
В 1919 году Джон Мэдден был назначен тренером сборной Чехословакии, которая отправлялась на турнир сборных вооружённых сил стран союзников (Межсоюзнические игры, негласно называемые «Олимпиадой Першинга»). Основу команды составляли игроки «Спарты», среди которых были звезды европейского футбола Вацлав Пилат, Антонин Янда, Карел Пешек-Кадя, Антонин Гойер, Йозеф Седлачек и другие. Было в команде несколько подопечных тренера «Славии», в частности, нападающий Ян Ваник (играл и забивал в каждом из матчей своей сборной на турнире), полузащитник Вилем Лоос и левый крайний нападения Вацлав Прошек (также игроки основного состава). 
Турнир проводился в двух группах, победители которых выходили в финал. В своей группе сборная Чехословакии победила команды Бельгии (4:1) - будущего своего обидчика через год на Олимпиаде, в составе которой было 5 будущих олимпийцев, США (8:2) и Канады (3:2). В финальном матче команда Мэддена встретилась со сборной вооружённых сил Франции (в составе которой выступали 8 игроков национальной сборной), которая в своей группе опередила сборную Италии. Главный бомбардир соревнований чехословацкий нападающий Антонин Янда эту игру вынужденно начал на позиции защитника, заменив травмированного по ходу турнира Антонина Гойера. В первом тайме Франция вела в счёте 2:1, но после перерыва Янда вернулся в линию нападения. Чехословацкая команда сумела переломить ход матча и, благодаря двум голам Янды в последние 6 минут игры, одержала волевую победу со счётом 3:2.
Был тренером сборной Чехословакии во время футбольного турнира на Олимпийских играх 1920 в Антверпене.
Умер 17 апреля 1948 года на 83-м году жизни. Похоронен в Праге.

## Титулы и достижения

### Как игрока
- Чемпион Шотландии (3):

«Селтик» : 1892-1893, 1893-1894, 1895-1896
- Обладатель Кубка Шотландии (1):

«Селтик» : 1891—1892

### Как тренера

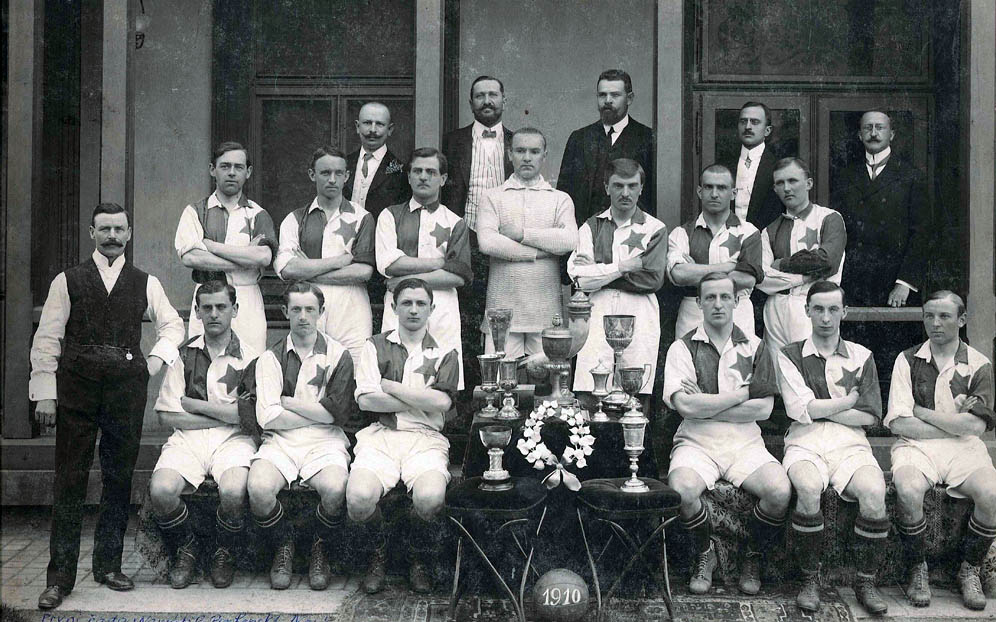
«Славия» в 1910 году. Джон Мэдден крайний слева

- Обладатель Кубка Митропы (1):

«Славия» : 1938
- Чемпион Богемии (3):

«Славия» : 1913, 1915, 1918
- Чемпион Чехословакии (3):

«Славия» : 1925, 1928—1929, 1929—1930
- Серебряный призёр чемпионата Чехословакии (3):

«Славия» : 1925—1926, 1927, 1927—1928
- Финалист Кубка Митропы (1):

«Славия» : 1929
- Финалист Кубка Наций (1):

«Славия» : 1930
- Обладатель Кубка милосердия (3):

«Славия» : 1910, 1911, 1912
- Обладатель Среднечешского кубка (3):

«Славия» : 1922, 1927, 1928
- Победитель Любительского чемпионата Европы (1):

Богемия : 1911
- Чемпион Олимпиады Першинга (1):

Чехословакия : 1919